# Église Saint-Pierre-et-Saint-Paul du Neubourg
Pour les articles homonymes, voir Église Saint-Pierre-et-Saint-Paul.
L'église Saint-Pierre-et-Saint-Paul est une église catholique située au Neubourg, en France.
L'édifice est classé au titre des monuments historiques en 1938. L'édifice est de style gothique du XVe siècle avec des parties du XVIe siècle. Les deux tours de façade sont inachevées. À l'intérieur se trouvent des vitraux du XIXe siècle inspirés de ceux de Saint-Ouen de Rouen et des vitraux de Jean Barillet réalisés au XXe siècle.

## Localisation
L'église est située dans le département français de l'Eure, sur la commune du Neubourg.

## Historique

### Moyen Âge
Le premier seigneur du Neubourg, cité dans les archives, est Roger de Beaumont, dit Roger à la Barbe, qui donna en 1077 à l'église une partie de la dîme de sa forêt de Brionne. Cette première mention de l'église ne donne pas de précision sur son architecture. Cette première église fut endommagée dans l'incendie de la ville en 1118 quand Henri Ier ravagea la région.
Une restauration semble être intervenue au début du XIIIe siècle, comme semblent l'indiquer certaines bases des piliers du chœur. En 1260, à la mort de Robert du Neubourg, dernier de ce nom, l'entretien de l'église revint au seigneur de Combon, époux de Jeanne, sœur de Robert.
La guerre de Cent Ans causa de nombreux dommages dans la région et, après la libération d’Évreux en 1441, Le Neubourg est encore incendiée en 1447 et 1449. Une reconstruction quasi complète de l'église eut lieu sous le règne de Louis XI entre 1461 et 1483.

### Époque moderne
En 1592, l'église Saint-Pierre-et-Saint-Paul fut de nouveau endommagée par les troupes du duc de Parme fuyant devant Henri IV, les traces de cet incendie étant encore visibles dans les combles.
Les travaux de restauration qui suivirent furent sans doute achevés en 1611, année qui figure sur les vantaux de la porte principale. Durant le XVIIe siècle, l'église fut embellie, la plupart du mobilier date de cette époque.
Le 1er mars 1789, l'église fut le siège de l'élection des députés des États Généraux et de la rédaction des cahiers de doléances ; l'église fut fermée pendant la Révolution mais ne subit pas de dommages importants ; l'église Saint-Pierre-et-Saint-Paul put récupérer une partie du mobilier de l'abbaye bénédictine Saint-Jean et, dès 1803, les premières réparations furent envisagées.

### Époque contemporaine
En 1848 fut entreprise la restauration de tout l'édifice ; les constructions parasites sur les façades latérales furent démolies et le grand portail restauré. Il fut fait appel à Jacques-Eugène Barthélémy, architecte diocésain à Rouen pour établir les devis. 
En 1865, débutèrent les travaux, conduits par l'entreprise Lefebvre de Rouen : la grande toiture de tuiles qui couvrait la nef et les bas-côtés fut démolie ; toutes les fenêtres furent reprises, notamment celles de la nef qui furent dégagées et des voûtes de plâtre furent montées sur la nef et les bas-côtés, dissimulant la voûte lambrissée. Les culées des arcs boutants furent dégagées mais ceux-ci ne furent pas remplacés.
L'église Saint-Pierre-et-Saint-Paul fut classée au titre des monuments historiques le 6 août 1938 ; elle subit de nouvelles destructions au cours de la Seconde Guerre mondiale, en particulier les clochers ; les dommages furent réparés dans les années 1950 sous la direction de Jean Merlet (1910-1976), architecte en chef des Monuments historiques, la croix surmontant le clocher fut dessinée par son collaborateur François Guccione ; les vitraux Duhamel-Marette sont restaurés ; des vitraux furent réalisés par l'atelier Barillet successeur  entre 1960 et 1966.